# اتو اشتراسر
اتو اشْتراسِر (آلمانی: Straßer؛ ۱۰ سپتامبر ۱۸۹۷ – ۲۷ اوت ۱۹۷۴) یک خبرنگار اهل آلمان بود. وی به همراه برادرش گرگور اشتراسر از اعضای حزب نازی بود. ایده‌های سوسیالیستی جدید وی و برادرش موجب شکوفا شدن اقتصاد نازیسم شد به طوری که وزیر اقتصاد آلمان نازی یعنی دکتر «شاخت» از ایده‌های آن دو نفر بهره گرفت و گرایش‌هایی به سمت اشتراسریسم داشت.